# Джонсон, Бреннан
Бреннан Прайс Джонсон (англ. Brennan Price Johnson; родился 23 мая 2001, Ноттингем) — английский и валлийский футболист, атакующий полузащитник клуба «Тоттенхэм Хотспур» и национальной сборной Уэльса.

## Клубная карьера
Воспитанник футбольной академии «Ноттингем Форест», за которую выступал с восьмилетнего возраста. 3 августа 2019 года дебютировал в основном составе клуба в матче Чемпионшипа против «Вест Бромвич Альбион».
25 сентября 2020 года отправился в сезонную аренду в «Линкольн Сити». Два дня спустя дебютировал за «чертей», выйдя на замену в матче Лиги 1 против «Чарльтон Атлетик». 13 апреля 2021 года сделал хет-трик в матче против «Милтон-Кинс Донс». Провёл за «Линкольн Сити» 49 матчей и забил 13 голов.
Летом 2021 года вернулся в «Ноттингем Форест». 28 августа 2021 года забил свой первый гол за «Ноттингем Форест» в матче против «Дерби Каунти». В октябре 2021 года получил приз «Лучший молодой игрок Английской футбольной лиги» по итогам сентября 2021 года.
1 сентября 2023 года перешёл в «Тоттенхэм Хотспур» за 47,5 млн фунтов.
21 мая 2025 года в финале Лиги Европы против Манчестер Юнайтед забил единственный гол в матче.

## Карьера в сборной
Джонсон мог выступать за сборные Англии, Уэльса и Ямайки. Международную карьеру начал, выступая за юношеские сборные Англии, но в 2018 году решил представлять Уэльс.
30 сентября 2020 года получил свой первый вызов в главную сборную Уэльса. 12 ноября 2020 года дебютировал за сборную Уэльса в товарищеском матче против сборной США.

## Личная жизнь
Бреннан — сын экс-игрока «Ипсвич Таун» и «Ноттингем Форест» Дэвида Джонсона.

## Достижения

### Командные достижения
«Тоттенхэм Хотспур»
- Победитель Лиги Европы УЕФА: 2024/25

### Личные достижения
- Молодой игрок месяца Английской футбольной лиги: сентябрь 2021[7]